# Armando Goes
Armando do Carmo Goes (Leiria, Marrazes, 1 de março de 1905 — Oeiras, Venda Nova, 27 de janeiro de 1967) foi um cantor e fadista português. 
Armando Goes concluiu os estudos secundários no Lyceu Francisco Rodrigues Lobo, onde teve como colega o seu amigo Afonso de Sousa, com quem faria um percurso de serenatas, orfeon e tuna do liceu. Iniciou em seguida, no Porto, o curso de Medicina, que terminou em 1930, já em Coimbra. Cedo se notabilizou como intérprete do Fado de Coimbra, realizando mais de dez gravações, entre 1927 e 1930. Estabelecido em Lisboa, onde abriu consultório médico, continuou a ser muito requisitado para cantar em Coimbra, mas após a separação matrimonial, dedicou-se exclusivamente à medicina e à pintura. Foi tio de Luiz Goes e da pintora Virgínia Goes.